# Mungo Jerry
Mungo Jerry é uma banda de rock britânica, cujo maior sucesso foi no início da década de 1970, apesar de ter continuado com a mudança de seus integrantes, sempre liderada por Ray Dorset. O nome do grupo foi inspirado no poema "Mungojerrie e Rumpelteazer", de T. S. Eliot's Old Possum s Book of Practical Cats.
Eles são identificados com seu maior hit "In the Summertime", que foi o único que fez sucesso nos Estados Unidos, e trouxe de volta à moda o estilo skiffle que misturavam ao blues.

## Histórico
Até 1968 Ray e Colin Earl, irmão do baterista Roger Earl (da banda Foghat), faziam parte de uma banda de rock chamada The Good Earth que perdera o baterista e então terminou; os dois então partiram para tocar blues e country e foram acompanhados por Paul King que, na época, participava de um grupo de folk music.
Em 1970 o grupo finalmente estava pronto para se apresentar tendo na sua formação inicial Ray (vocal e guitarra), Mike Cole (contrabaixo), Paul King (guitarra, kazoo e jarro), Joe Rush (tábua de lavar) e Colin Earl (teclados).
Com o grande sucesso de In the Summmertime fizeram uma turnê pelos Estados Unidos onde se apresentaram com artistas e grupos como Elton John ou The Fillmore West, foram ao ar em programas como o de Steve Allen e fizeram shows em locais como no Troubador, de Los Angeles. O single vendeu na época entre 8 a 16 milhões de cópias, e alcançou o topo das paradas nos países em que foi lançado. O álbum de estreia também foi lançado em 1970, aproveitando o sucesso do single, tendo por título o nome da banda.
Após a turnê Ray Dorset se indispôs com o baixista, que não tocava como eles queriam, e o dispensou da banda; mesmo concordando que o músico não se adequava à proposta da banda, Roger e Paul receberam uma proposta de Richard Branson antes mesmo de ele fundar a Virgin, e também deixaram o grupo pouco tempo depois. Isto se deu de forma um pouco traumática, pois tentaram ficar com o nome do grupo que, contudo, permaneceu com Dorset e a partir de 1972 o Mungo Jerry passou a existir em torno de seu nome.